# Église Notre-Dame-de-la-Nativité de Villaines-sous-Bois
L'église Notre-Dame-de-la-Nativité est une église catholique paroissiale située à Villaines-sous-Bois, dans le Val-d'Oise, en France. La paroisse est attestée dès le milieu du XIIIe siècle, et de cette époque pourrait dater le clocher, sans caractère particulier. Pendant la seconde moitié du XVIe siècle, le chœur est reconstruit dans un style hésitant entre le gothique flamboyant, pour le profil des nervures de la voûte et l'emploi de l'arc brisé, et la Renaissance, pour les clés de voûte pendantes et les chapiteaux. Le chœur ne comporte qu'une unique travée carrée et est très basse, mais il se distingue par son architecture raffinée, insoupçonnée pour une minuscule église rurale. La nef est une simple salle rectangulaire, qui a reçu sa forme actuelle au XVIIIe siècle. L'église de la Nativité a été inscrite aux monuments historiques en 1969. Elle a été restaurée par la suite, et se trouve aujourd'hui dans un parfait état de conservation. Malgré la petite taille du village, elle accueille des messes dominicales anticipées chaque samedi soir à 18 h 30. Elles sont célébrées selon la forme extraordinaire du rite latin.

## Localisation
L'église est située en France, en région Île-de-France et dans le département français du Val-d'Oise, en pays de France, sur la commune de Villaines-sous-Bois, au carrefour central du village, rue d'Attainville, face à l'ancienne mairie. La façade occidentale avec le clocher donne sur la rue, et est précédée d'un petit parvis. L'élévation septentrionale donne sur l'ancien cimetière. C'est aujourd'hui un petit jardin public planté d'arbres, qui cachent pratiquement l'église. Le chevet et l'élévation méridionale sont enclavés dans une propriété privée, et ne sont pas du tout visibles depuis le domaine public.

## Historique

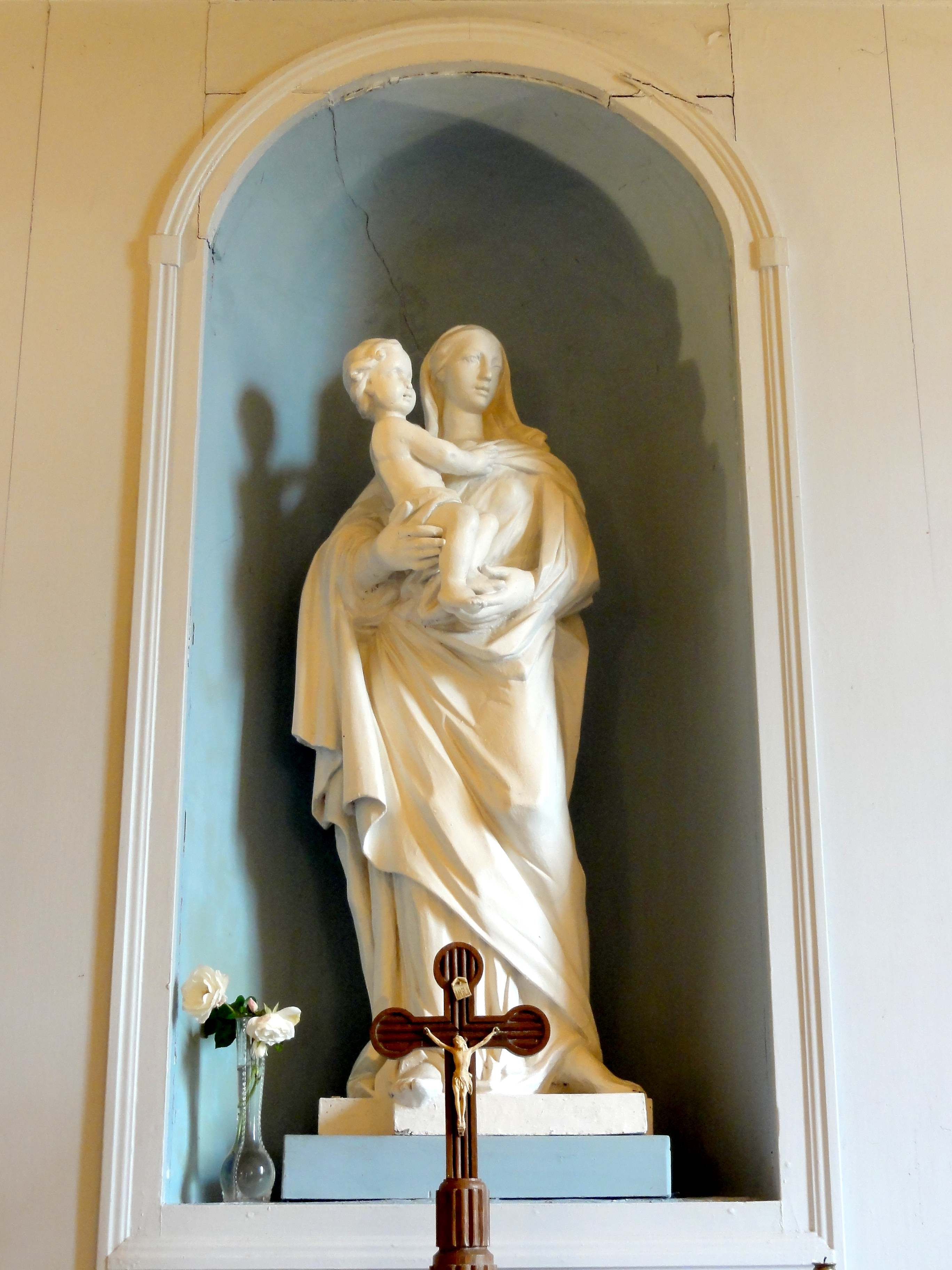
Vierge à l'Enfant.

La paroisse de Villaines-sous-Bois a vraisemblablement été démembrée de la paroisse voisine Saint-Georges de Belloy-en-France. Elle n'est pas encore mentionnée dans le pouillé rédigé au XIIIe siècle. Son existence est attestée pour la première fois par l'acte de donation de damoiselle Marie, femme de Jean, écuyer, surnommé Sans-Pitié, par lequel elle donne en aumône à la fabrique un arpent et demi de terre, en 1253. Le premier curé dont le nom soit connu est l'abbé Jean Terrée, mentionné en 1384. Sous l'Ancien Régime, la paroisse dépend du doyenné de Montmorency du diocèse de Paris. L'évêque de Paris nomme à la cure de plein droit, ce qui est aussi le cas à Belloy, alors que les collateurs de nombreuses cures sont des abbayes, prieurés ou chapitres.
L'église est placée sous le vocable de la Nativité de Notre-Dame, fêtée le 8 septembre. Seulement le clocher pourrait remonter à l'époque de la fondation de la paroisse, ainsi que peut-être les parties basses de certains murs. Le chœur est reconstruit pendant la seconde moitié du XVIe siècle, voire autour de 1600, et la nef est rebâtie au cours du XVIIIe siècle. Ses dimensions reflètent la faible importance de la paroisse, qui compte moins de trente feux à cette époque. Sous la Révolution française, la paroisse est supprimée. Le cimetière, qui avait été bénit par Mgr François Poncher en 1528, est transféré au lieu-dit Le Paradis. Après le Concordat de 1801 et le rétablissement définitif de la liberté du culte, Villaines est annexe à la paroisse de Belloy-en-France sur le plan religieux. L'ensemble des paroisses du département de Seine-et-Oise forment le nouveau diocèse de Versailles. Tout le mobilier de l'église est transporté en l'église Saint-Georges de Belloy, y compris le maître-autel,,. L'autel est placée dans la chapelle Sainte-Geneviève, au sud, et la statue de la Vierge à l'Enfant dans la chapelle de la Vierge (qui se situe à l'est du croisillon nord), où elle se trouve toujours.

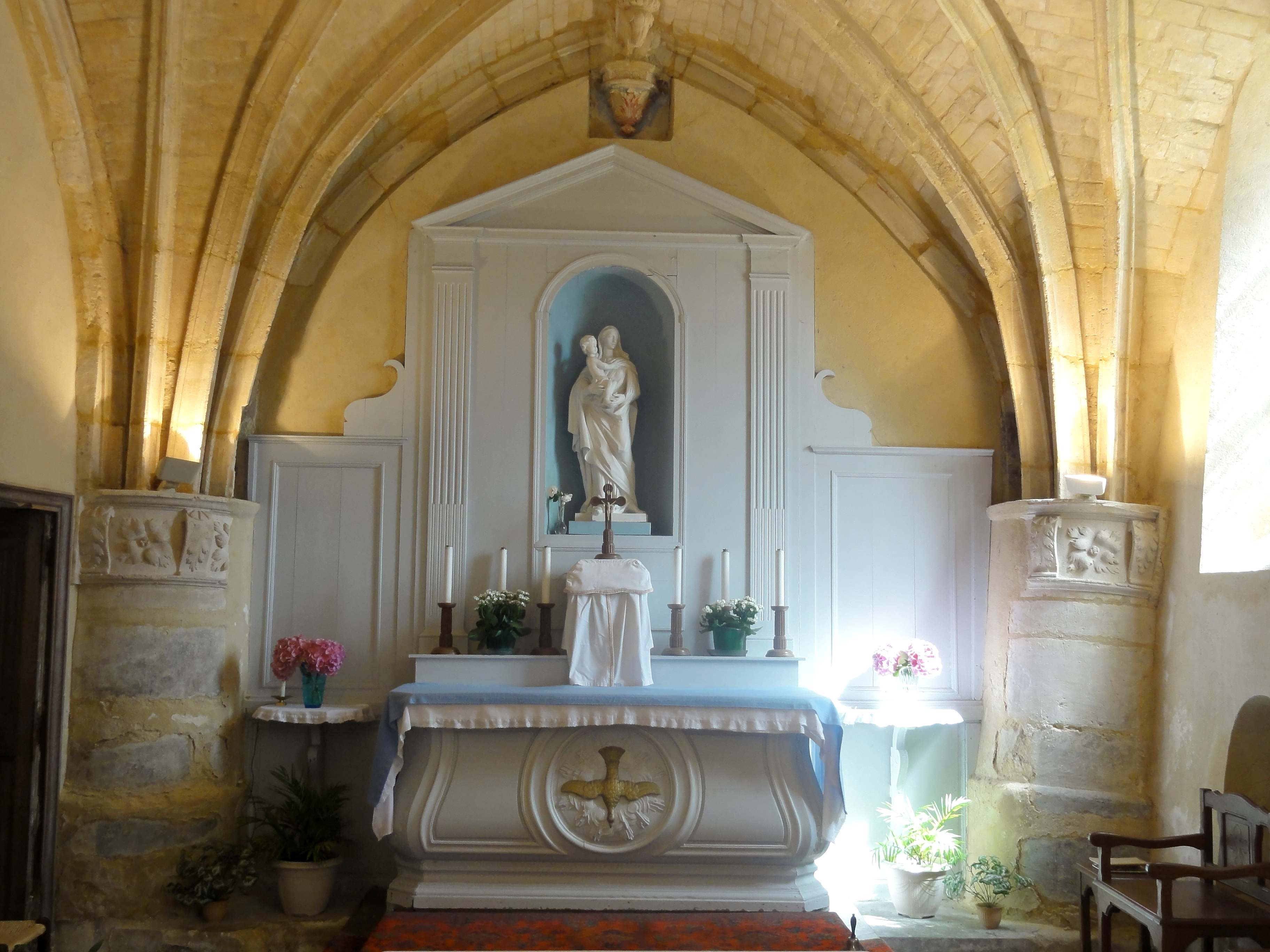
Retable et maître-autel.

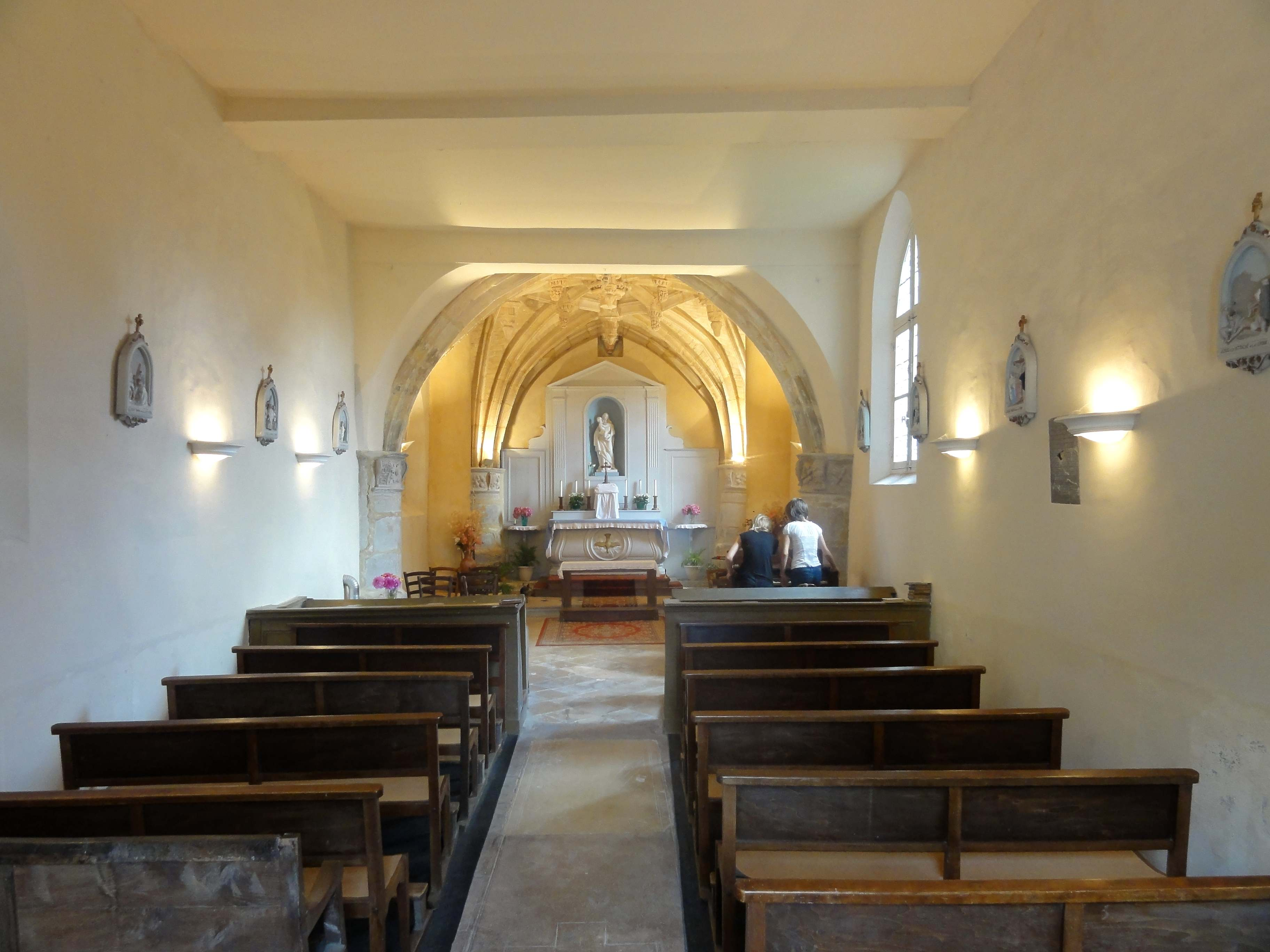
Vue intérieure générale.

Plan de l'église.

Pour que des messes puissent de nouveau être célébrées en l'église de la Nativité, les stalles du chœur et une statue de la Vierge à l'Enfant (mais pas la plus belle) sont plus tard restituées. L'église obtient l'autel de l'ancienne chapelle du château de Belloy. Villaines-sous-Bois n'aura plus de prêtre résident. En 1926, les dons de Jules Dandoy permettent à l'abbé Ghys de faire restaurer l'église. En 1966, le redécoupage des départements d'Île-de-France et la création du département du Val-d'Oise entraîne l'érection du nouveau diocèse de Pontoise, dont Villaines fait désormais partie. L'église est inscrite aux monuments historiques par arrêté du 9 octobre 1969, et restaurée pour une nouvelle fois par la suite. Selon la volonté du clergé local, la réforme liturgique initiée par le concile Vatican II n'est pas adoptée dans la paroisse de Belloy : les messes y sont célébrées selon le missel de saint Jean XXIII, ou autrement dit, selon la forme extraordinaire du rite romain. Malgré la petite taille de Villaines-sous-Bois (moins de 700 habitants), les messes dominicales sont toujours assurées régulièrement dans l'église Notre-Dame de la Nativité. Elles ont lieu le samedi à 18 h 30.

## Description

### Clocher et nef
« Petite église sans caractère terminée par un chœur carré de la fin du XVIe siècle » pour le baron Ferdinand de Guilhermy ; « une espèce de Chapelle dont le sanctuaire paroît avoir été voûté vers l'an 1600, assez proprement » pour l'abbé Lebeuf ; et « un intéressant exemple d'une minuscule église paroissiale rurale restée à peu près en l'état » pour Mathieu Lours, telle est l'église de Villaines. Elle est bâtie en moellons irréguliers qui ont été enduits. Le clocher en bâtière, sans style particulier, s'élève à gauche de la façade, à côté de la nef. Son étage de beffroi est percé de deux baies en tiers-point sur chaque face, qui s'élargissent progressivement du haut vers le bas. L'étage intermédiaire est aveugle. Deux contreforts orthogonaux à larmiers flanquent les angles libres, au nord-ouest et au nord-est, tandis qu'un contrefort unique en glacis continu épaule l'angle sud-ouest, côté sud. Il est intégré dans la façade, et percé de l'une des petites fenêtres en tiers-point qui accompagnent le portail. La base du clocher sert de débarras, et contient l'échelle qui permet d'accéder aux étages et aux combles de l'église. Le clocher peut être comparé à ses homologues de Chaumontel, de Jagny-sous-Bois, et du Plessis-Luzarches.
On entre dans l'église par une porte en anse de panier à deux vantaux de bois, et en descendant trois marches d'escalier. La clé d'arc est légèrement proéminente. Le pourtour du portail est décoré de bossages, de même que les pilastres qui le flanquent. Ils supportent un fronton triangulaire richement mouluré, qui est sommé d'une croix pattée en bas-relief, et arbore en son centre un cercle, qui pourrait remplacer un emblème bûché à la Révolution. L'aspect intérieur du portail est différent : le linteau est droit, et les grosses pierres de taille qui forment les piédroits ont été mises en évidence. La nef est une simple salle rectangulaire à plafond plat. Une soixantaine de fidèles peuvent y trouver place. Si ce ne sont le mobilier et la vue ouverte sur le chœur, rien sauf la forme en arc brisé des deux fenêtres n'évoque l'architecture religieuse. Ces fenêtres sont inégales ; elles ont des huisseries en bois et sont ouvrantes. Elles n'ont que récemment été munies de vitraux polychromes décoratifs. Dans la partie antérieure de la nef, à droite, un renfoncement abrite les fonts baptismaux. En face, à gauche, un autre renfoncement est formé par un contrefort du clocher qui fait saillie dans la nef. Celle-ci est donc plus étroite que ne le suggère la façade. Elle est également assez basse, et à l'intersection avec le chœur, une poutre du plafond masque la vue sur le sommet de sa voûte.

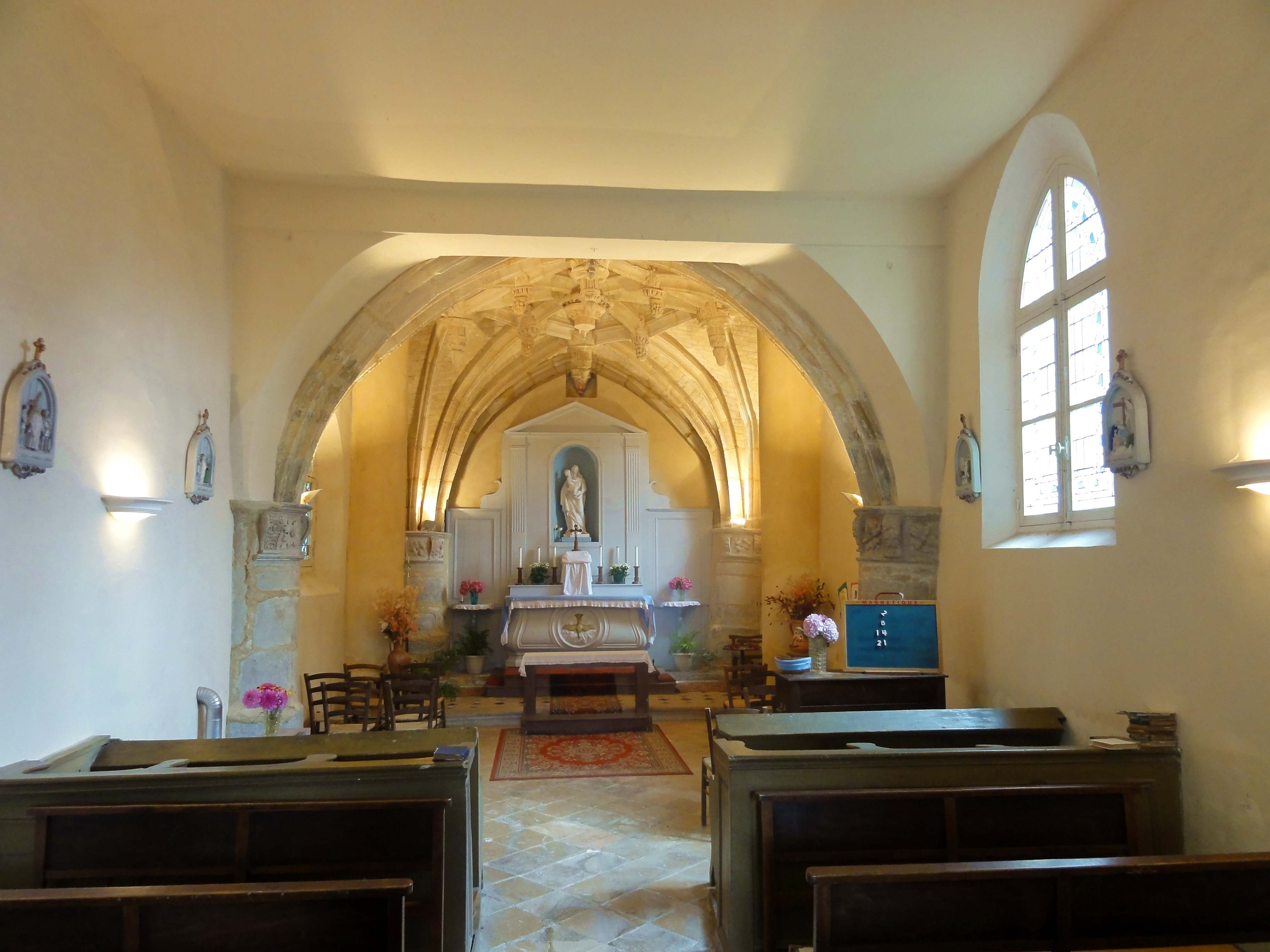
Nef, vue vers l'est.
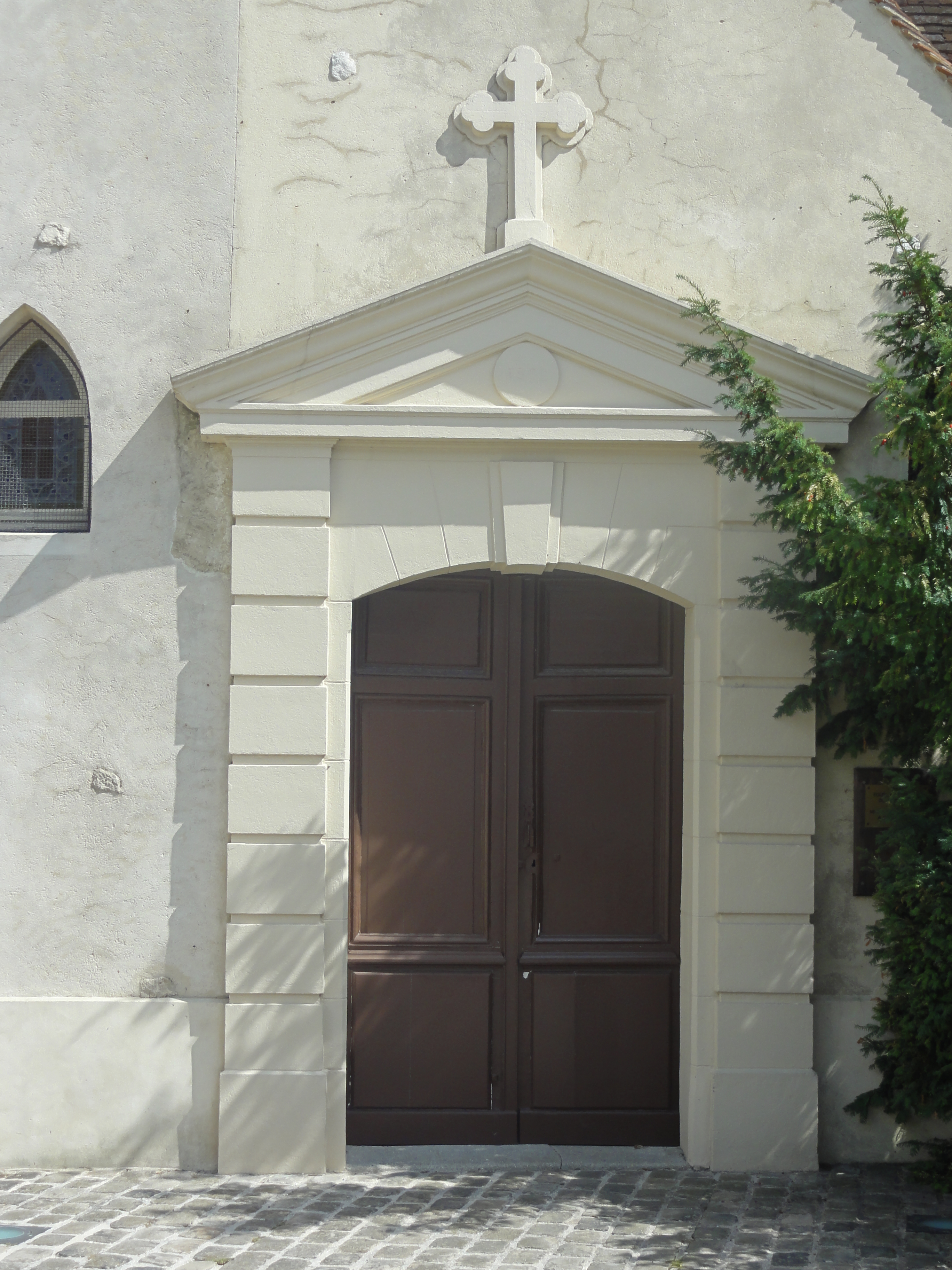
Portail occidental.
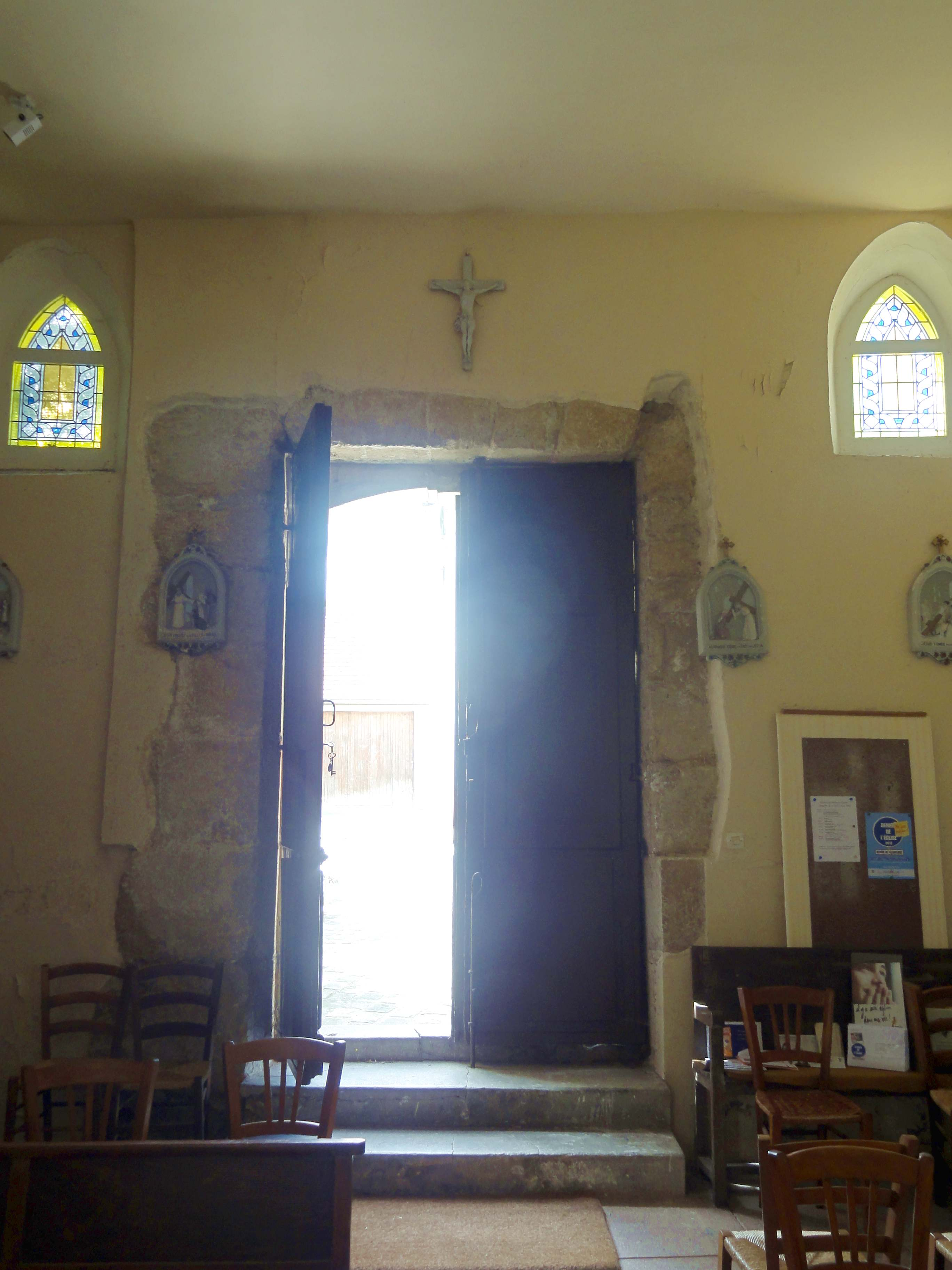
Revers du portail.
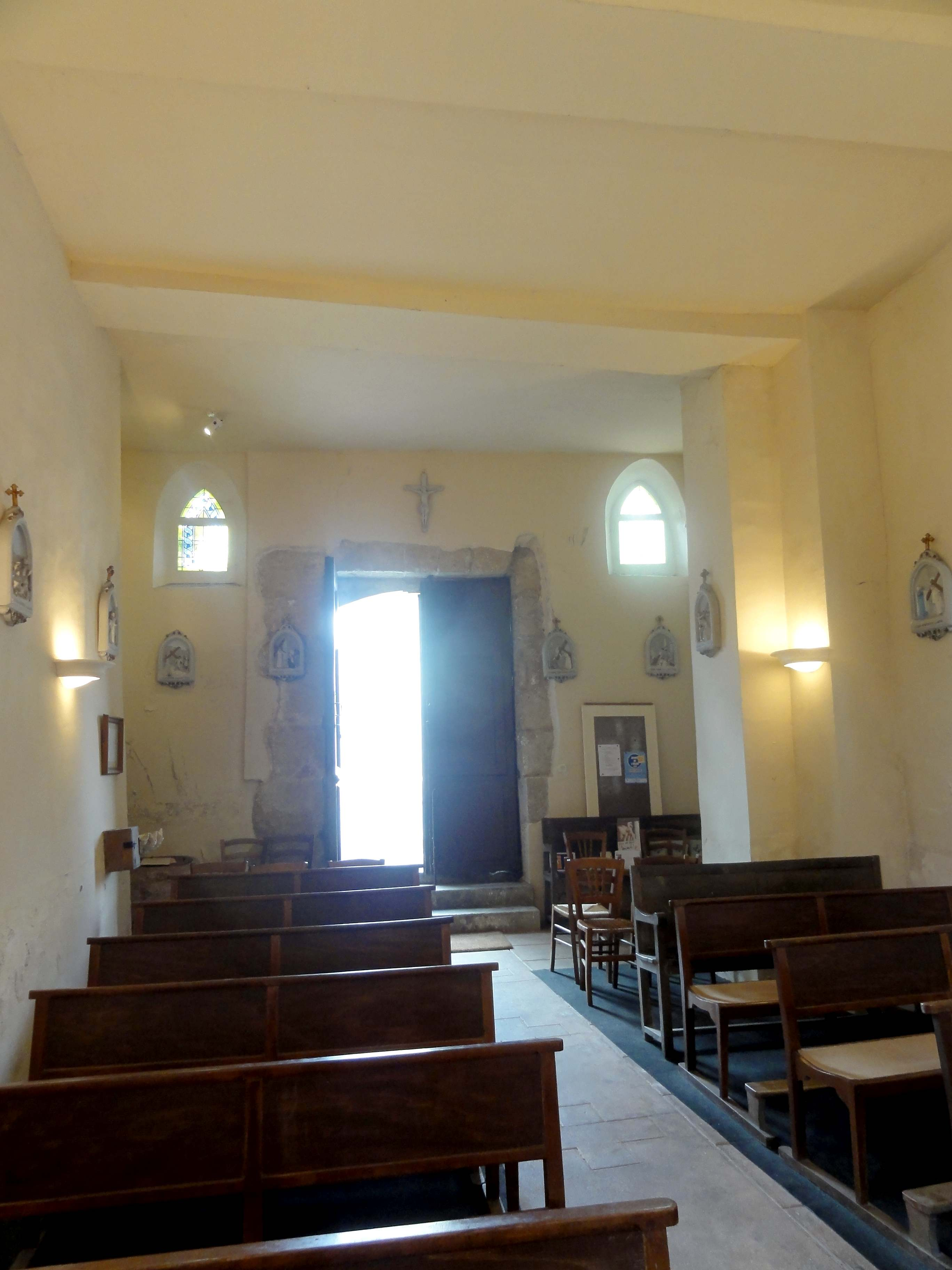
Nef, vue vers l'ouest.
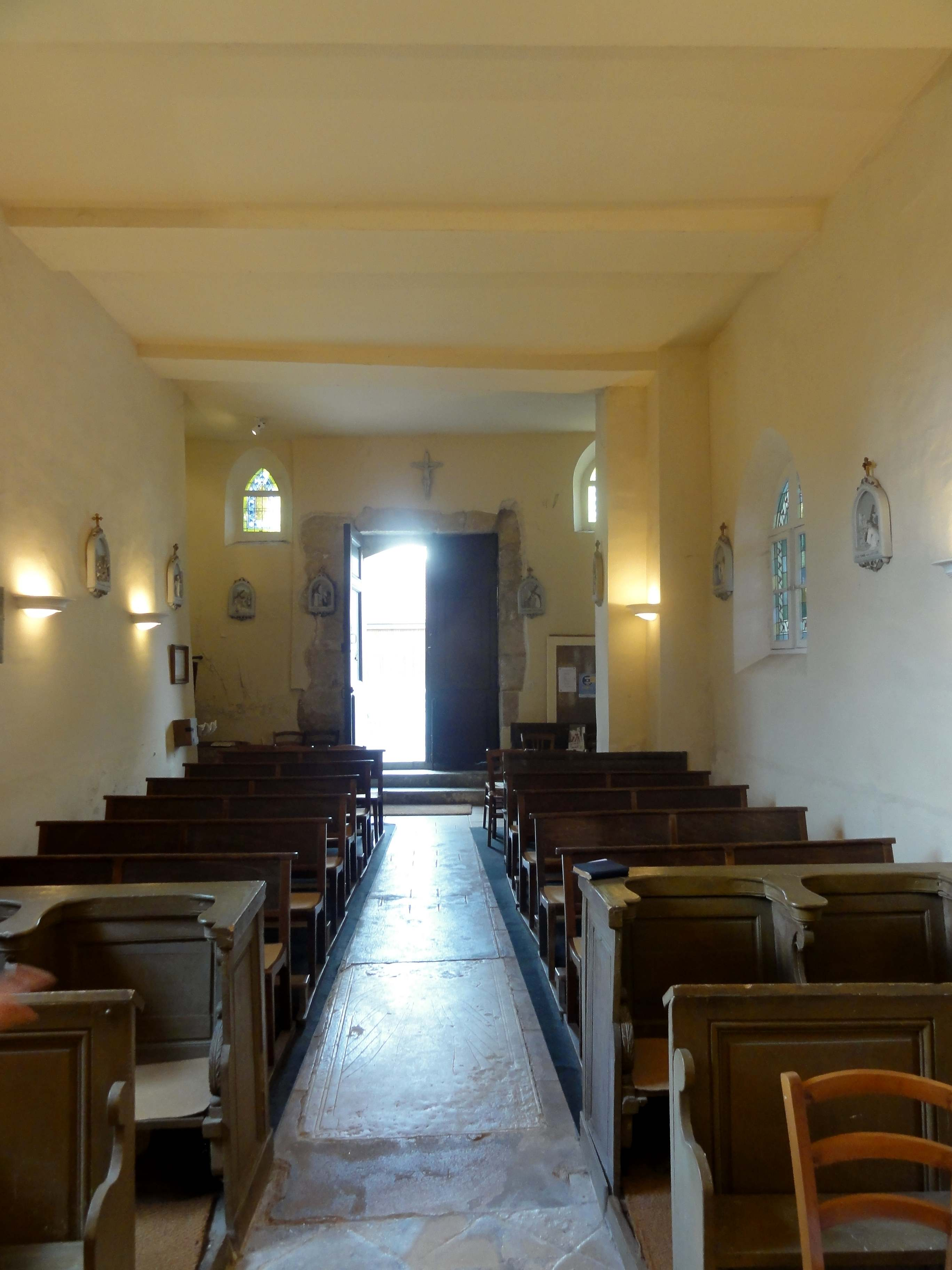
Nef, vue vers l'ouest.
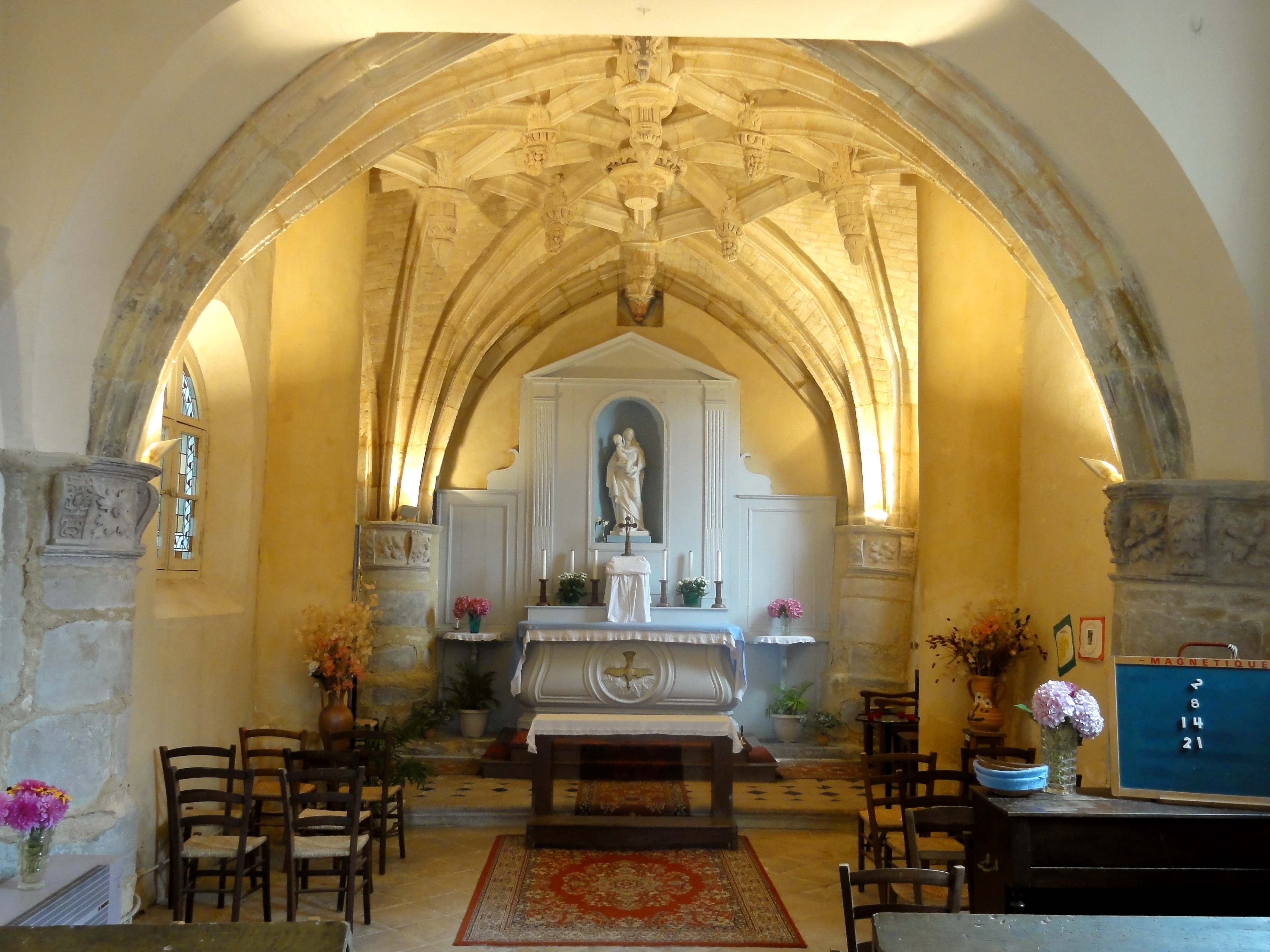
Nef, vue dans le sanctuaire.

### Chœur

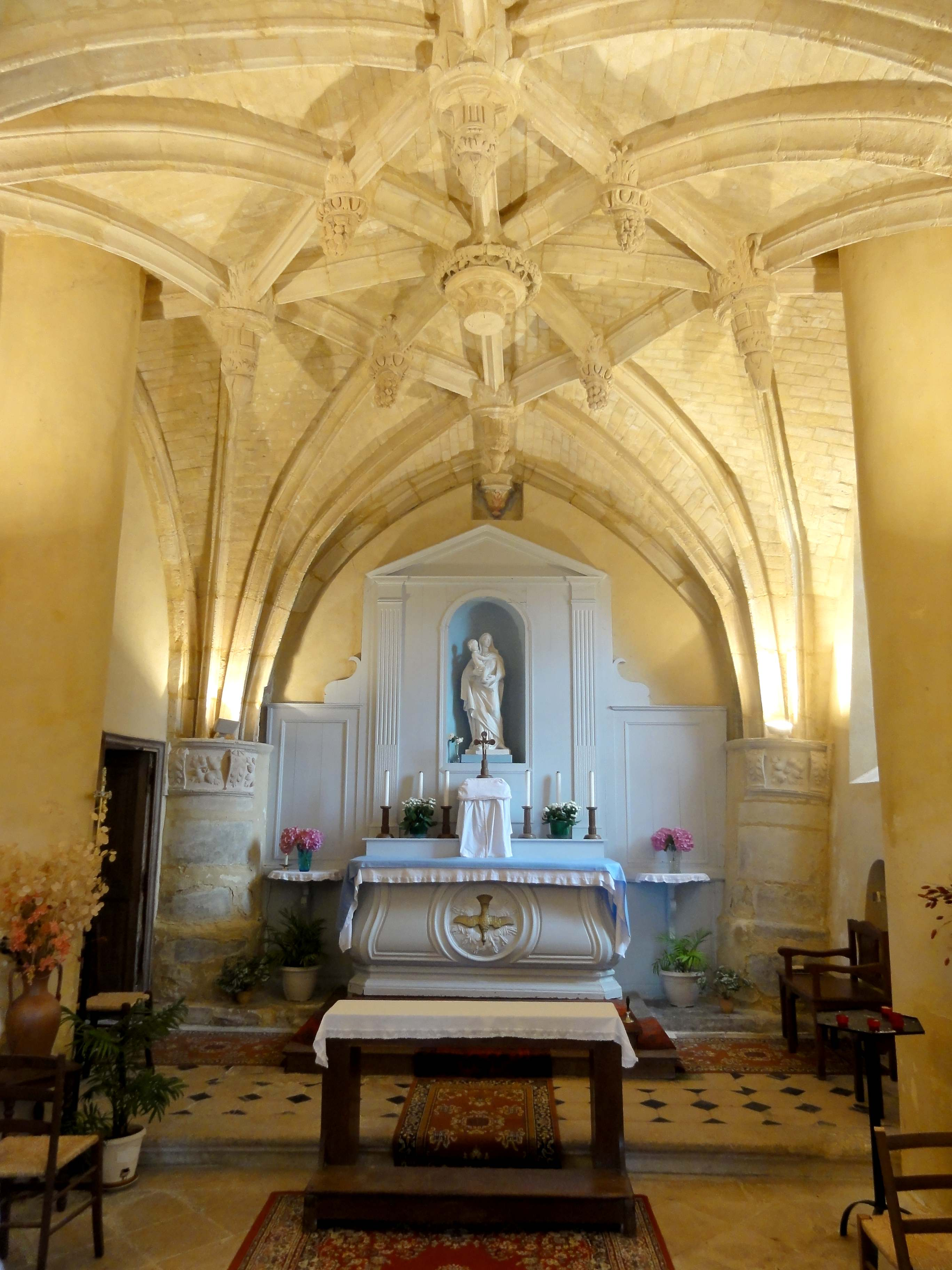
Chœur, vue vers le chevet.

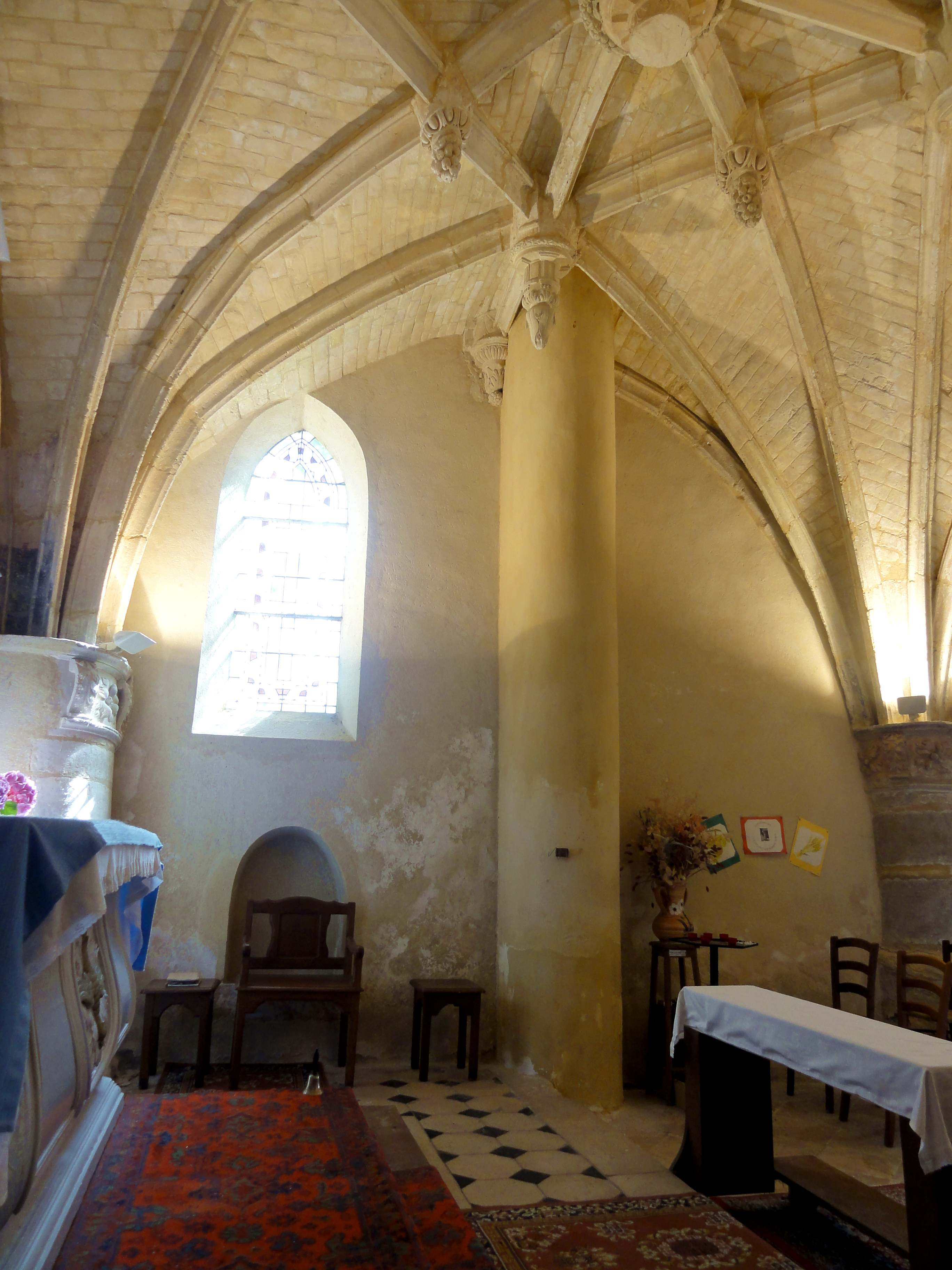
Chœur, élévation sud.

Le chœur ou sanctuaire se résume, sur le plan de l'architecture, à sa voûte et ses supports. Les deux fenêtres, une au nord et une au sud, sont dépareillées et ne se font pas face : celle au nord ressemble à la seconde fenêtre de la nef, et celle du sud est une lancette simple en tiers-point. Côté nef, les nervures de la voûte retombent sur les chapiteaux de gros demi-piliers cylindriques engagés dans les murs latéraux. Côté chevet, les dispositions sont analogues, mais la partie visible des piliers est au plan d'un quart-de-cercle. Les chapiteaux n'ont pas de tailloirs à proprement parler, mais présentent en haut de la corbeille une succession de trois moulures, à savoir un filet, une doucine et un quart-de-rond. Les corbeilles des chapiteaux sont de la même forme que les piliers, et sont sculptées de motifs de la Renaissance, qui sont toutefois empruntés aux métopes des entablements et aux dessous des architraves. L'ordonnancement prévoit une alternance de consoles en forme d'ailerons ou agrafes baroques et de rosaces ou patères à ombilic, à raison de deux par 90°. Les rosaces sont toutes à peu près identique, et sont composées de quatre feuilles festonnées, avec un bourgeon au centre. Au nord-ouest, l'une des rosaces est « tournante », et suggère un mouvement de rotation. Les consoles sont décorées soit d'une feuille du même type que sur les rosaces, avec une petite coquille Saint-Jacques stylisée sur la face supérieure, soit de grecques.
Le dessin de la voûte est dérivé du dessin dit en étoile à losange central (d'après Charles Terrasse), comme on le trouve dans la nef de Villiers-le-Bel. Il se compose des ogives ; d'un losange central ; de huit liernes qui relient chacune des extrémités du losange aux deux piliers les plus proches et retombent de part et d'autre des ogives ; et de quatre tiercerons qui relient la clé de voûte centrale aux clés des arcs d'inscription, en traversant le losange. Avec les ogives, celui-ci est donc traversé par huit nervures, et huit clés de voûte secondaires sont positionnés aux points de croisement. Ceci donne neuf clés de voûte au total, et les clés d'arc sont également décorées à la façon des clés de voûte. Toutes les clés sont pendantes. La clé de voûte centrale comporte, de l'extérieur vers l'intérieur, une guirlande, une couronné ajourée, un disque garni de denticules concentriques, et d'un cylindre décoré latéralement de volutes. La partie inférieure a été bûchée à la Révolution. Selon Mathieu Lours, elle devait afficher les armes du seigneur qui a financé le voûtement du chœur, mais aucune source ne l'atteste. On peut également imaginer un petit temple agrémenté de statuettes, comme dans la chapelle seigneuriale de l'église de Valmondois, ou la troisième travée du bas-côté nord de l'église Saint-Justin de Louvres, ce qui cadre mieux avec la forme pendante de la clé. Les autres clés sont de deux types différents. Aux clés d'arc et au milieu de chaque face du losange, l'on voit des feuillages qui revêtent les nervures ; un rang d'oves ajourées disposées en couronne ; et une grappe de fruits. Aux quatre extrémités du losange, la forme des clés évoque vaguement le moyeu d'une roue de charrette. Les ogives sont revêtues de feuilles plates en deux rangs, qui rappellent les feuilles d'eau des chapiteaux du XIIe siècle. Le cylindre est gravé de lignes verticales, que Mathieu Lours interprète comme des triglyphes. La partie inférieure de la clé est un bouton de fleur, flanquée de petits feuillages. Toutes ces clés sont parfaitement bien conservées, mais les ogives et liernes se sont fortement déformés, et pour éviter l'effondrement de la voûte, des demi-piliers supplémentaires ont dû être bâties au milieu des murs nord et sud. Le profil des ogives est prismatique et très aigu, ce qui surprend à la fin du XVIe siècle, qui préfère des profils méplats (Mareil-en-France, Le Plessis-Gassot, Roissy-en-France, etc.). Malgré l'extrême soin apporté à la voûte, les formerets font partiellement défaut, mais ils ont peut-être disparu sous l'enduit des murs, puisque les clés d'arc se situent actuellement en arrière de la surface murale.

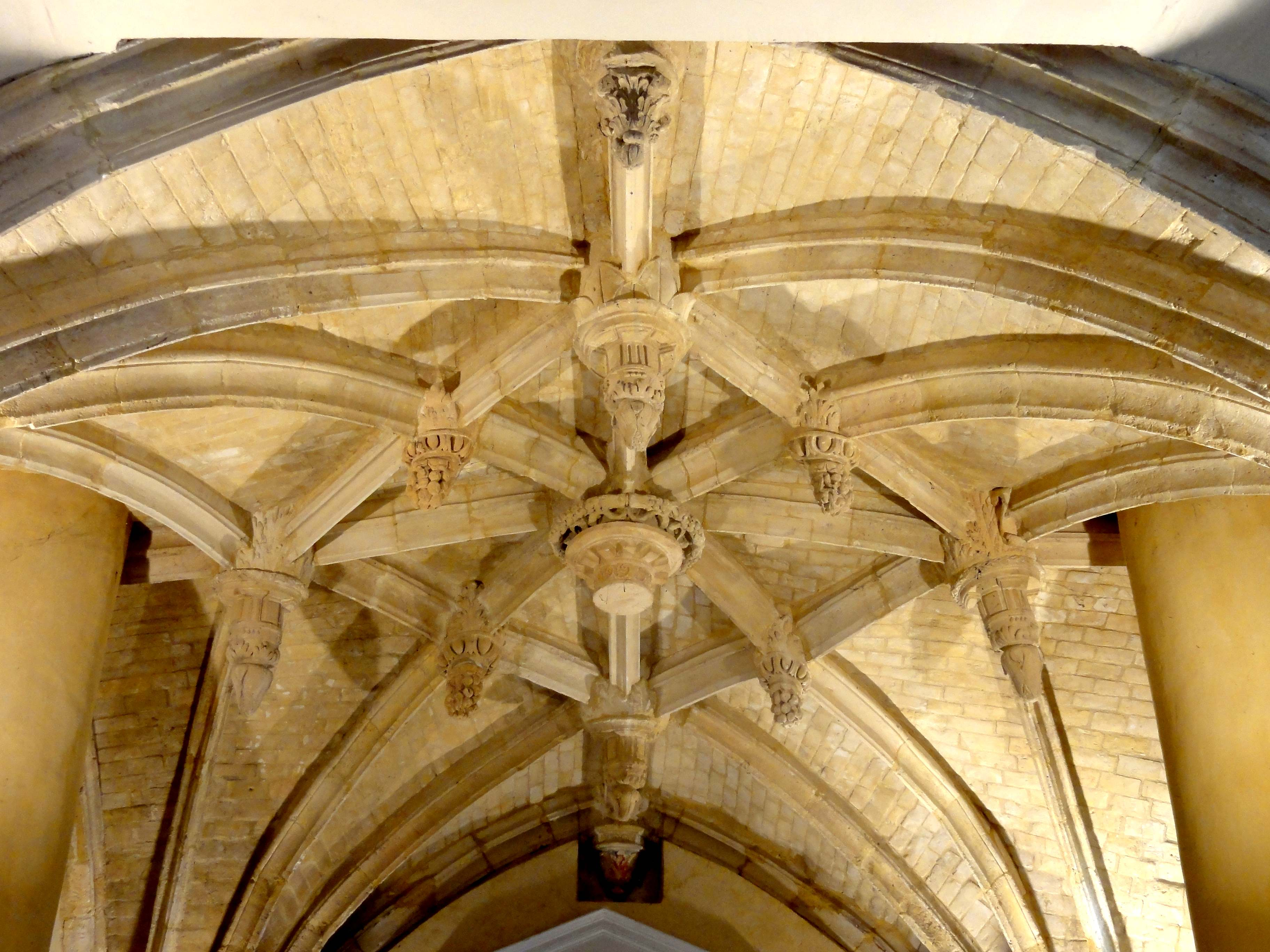
Voûte du chœur.
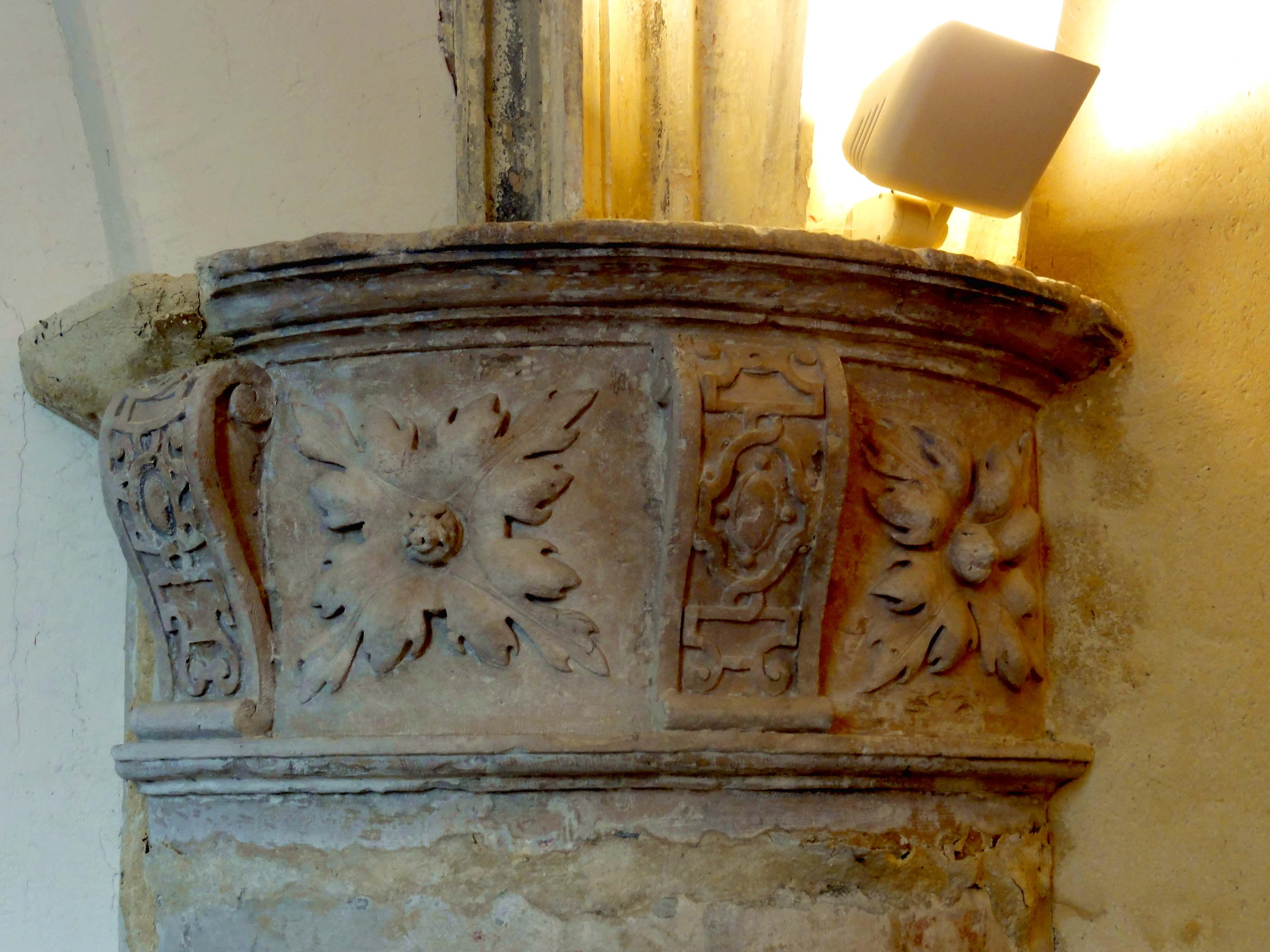
Chapiteau sud-ouest.
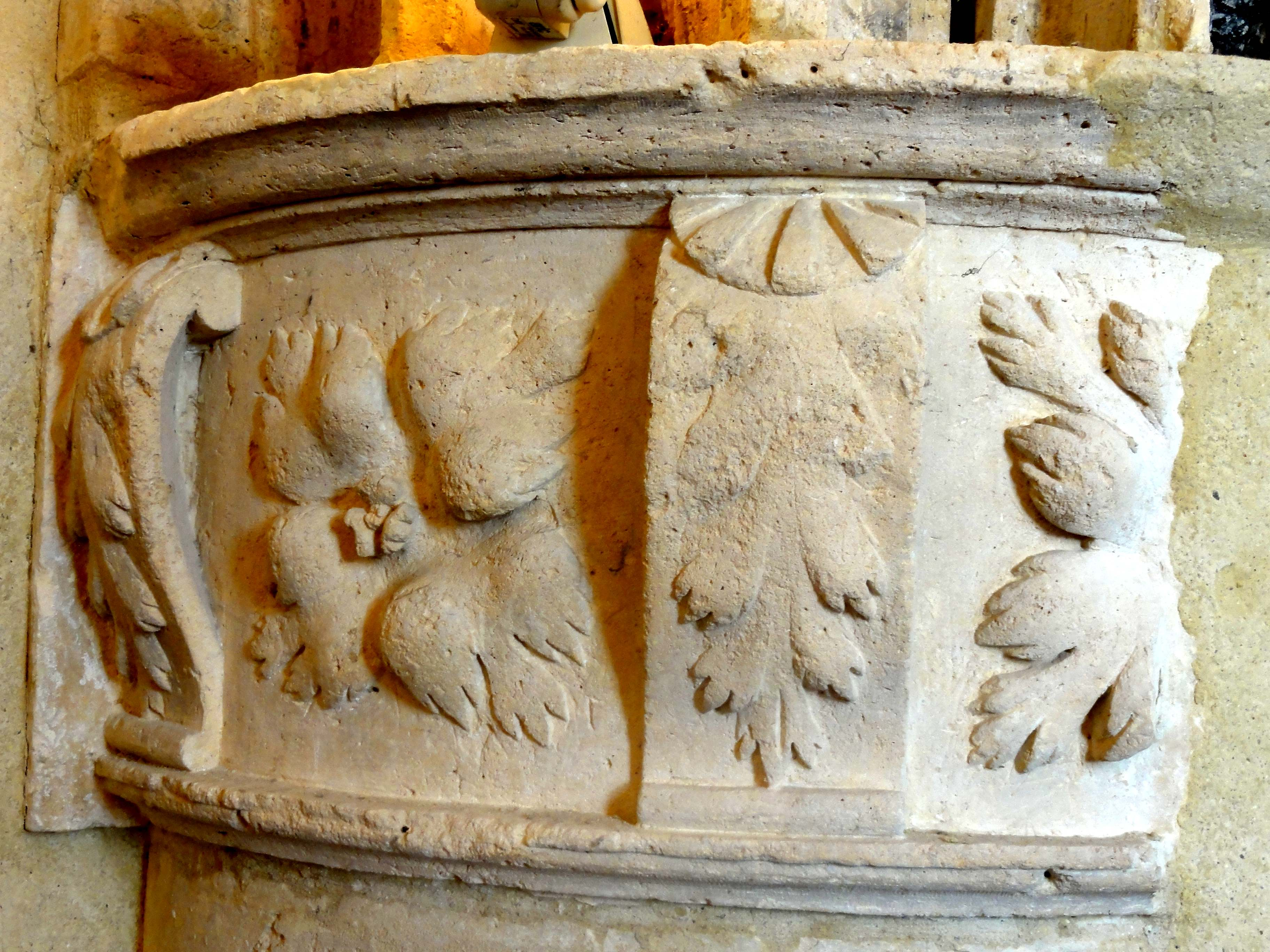
Chapiteau nord-est.
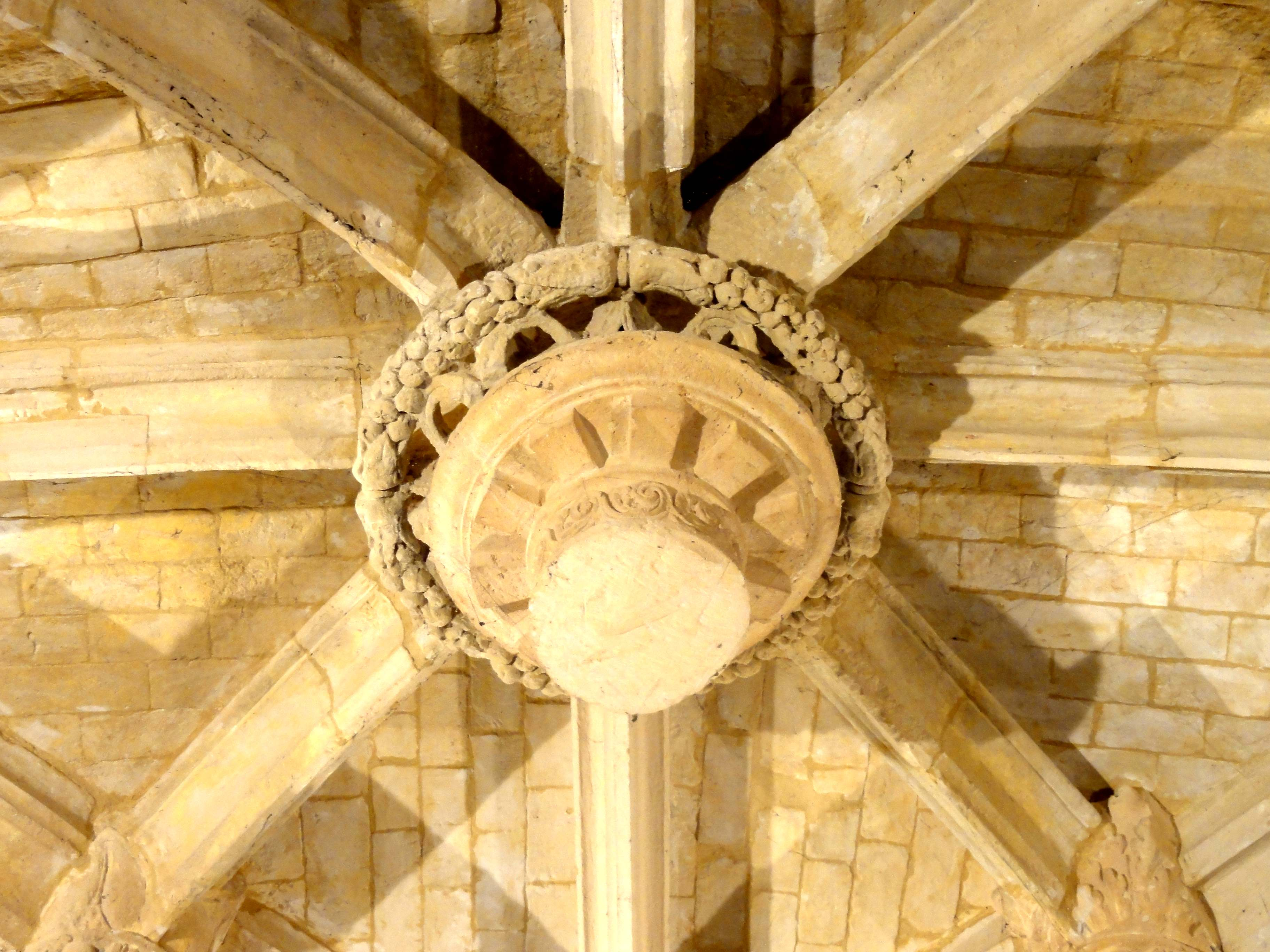
Clé de voûte centrale.
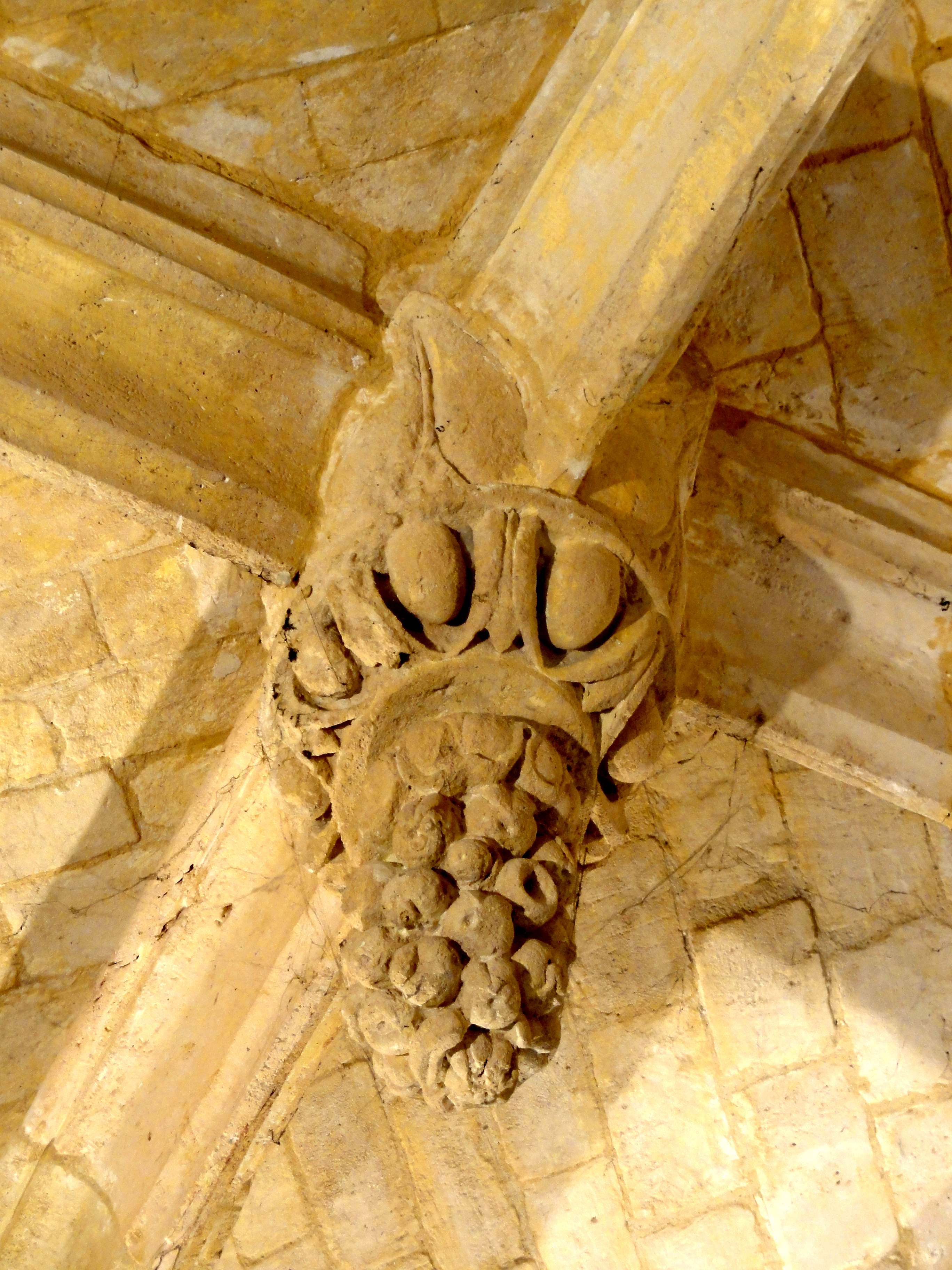
Clé de voûte à grappe.
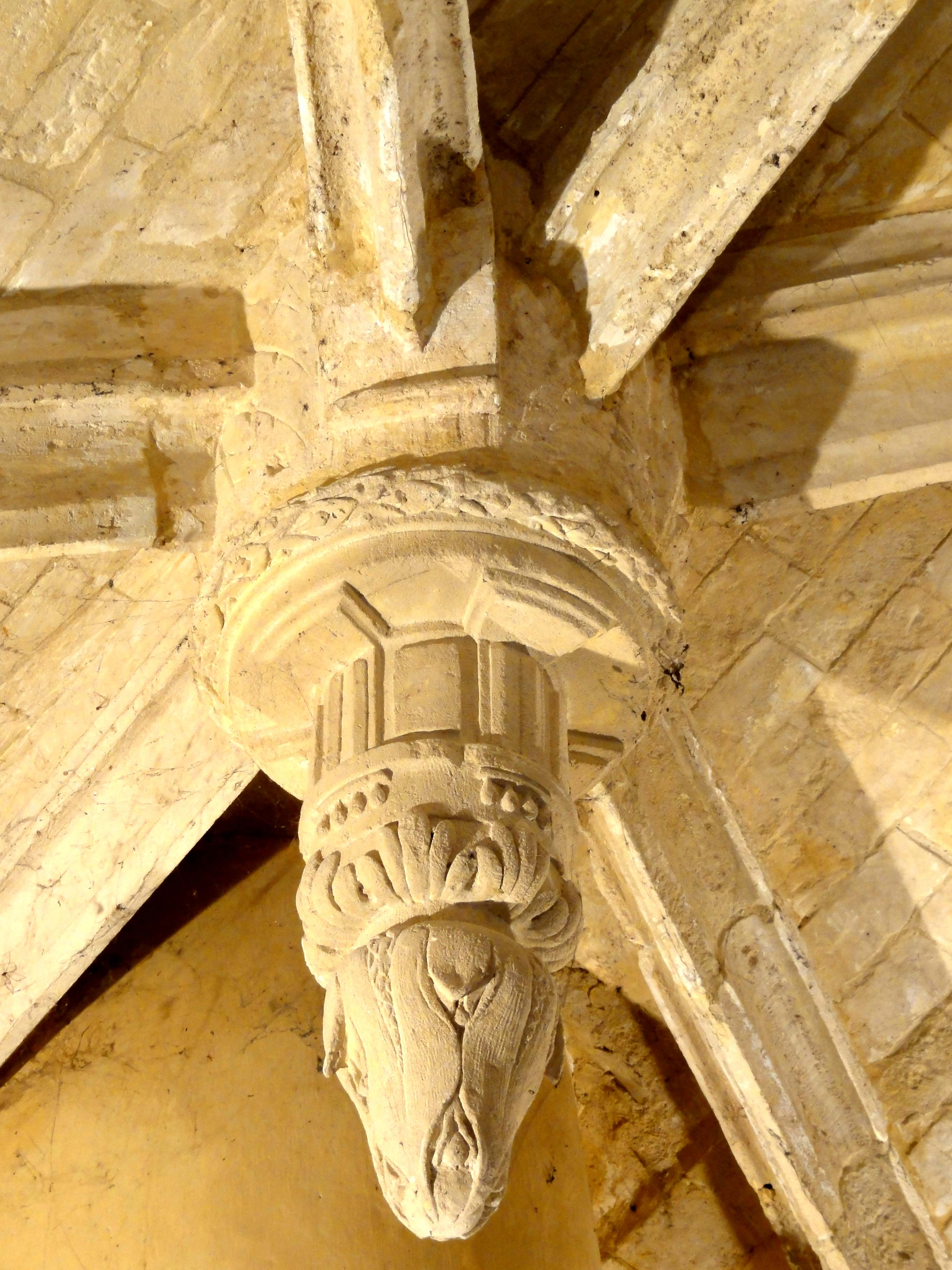
Clé de voûte à bouton.

## Mobilier

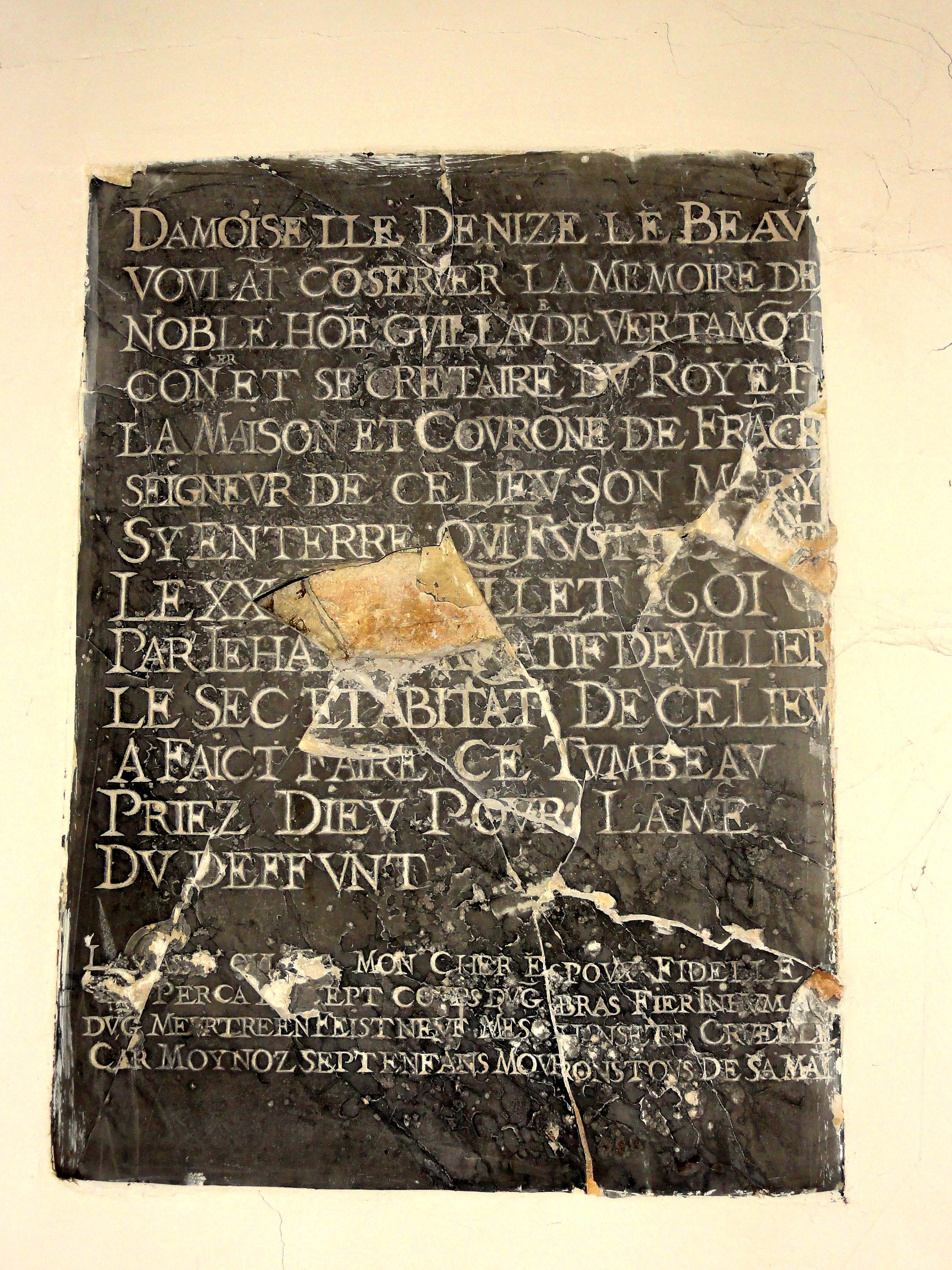
Plaque commémorative pour Guillaume de Verthamont, assassiné le 28 juillet 1601.

Aucun élément du mobilier de l'église n'est classé monument historique au titre objet, mais en dehors du mobilier proprement dit, la cloche en bronze datée de 1701 est classée.
- Selon l'inscription qu'elle porte, la cloche a été « bénie par Mre Pierre Pelcerf, curé de ce lieu, et nommée Marie par Mre Auguste Macé Leboulanger, baron de Villaines et Conseiller du roi en tous ses conseils, Maître des requêtes ordinaires de son hôtel et président du Grand conseil, par Marie Martin épouse de Mre François Legras, chevalier seigneur de Luard et des Loges, Conseiller du roi ordinaire en son Grand conseil. Pierre Meignan, marguillier laboureur, 1701[12],[4] ».
- Près de l'entrée, le bénitier est la coquille d'un mollusque du même nom.
- Les fonts baptismaux se présentent comme une cuve baptismale à infusion sur plan ovale, qui est taillée dans un bloc de pierre calcaire monolithique. Sa forme un peu irrégulière, les fortes marques d'usure et la mouluration sommaire, avec un gros boudin aplati à la bordure, suggèrent une certaine ancienneté. Cependant, l'absence de style ne permet pas une datation. Le socle d'origine a été remplacé par un fût octogonal, dont le faible diamètre ne s'accorde pas avec la cuve.
- La plaque commémorative en marbre noir scellée dans le mur méridional de la nef, mesurant 45 cm de haut et 33 cm de large, a été installée en 1601 par damoiselle Denise Le Beau, en mémoire de son mari[9]. Celui-ci, Guillaume de Verthamont, secrétaire du roi, avait racheté la seigneurie de Villaines en 1598[3]. Le 28 juillet 1601, il a été assassiné par Jehan Mignon, natif du village voisin de Villiers-le-Sec[4]. La plaque aurait été brisée par un habitant de ce village[réf. souhaitée]. Elle porte l'inscription suivante : « Damoizelle Denize Le Beau Voulant coserver la mémoire de Noble Homme Guillaume de Vertamont coner et secrétaire du Roy et la Maison et Couronne de France seigneur de ce Lieu Son Mari Sy enterré Qvi Fvst assassiné le xxviiie De Ivillet 1601 par Iehan Mignon Natif de Villier le Sec et abitant De ce Liev A Faict Faire Ce Tombeav Priez Diev Povr Lame Du Deffvnt. Lassassin qvi tva mon Cher Espovx Fidelle Le Perca de sept covps d'vng bras Fier Inhvmain d'vng mevrtre en Feist nevf Meschanceté Crvelle Car moy noz sept enfans Movrons tovs de sa Main »[9].
- La grande dalle funéraire à effigie gravée, dans l'allée centrale de la nef, appartient à Guillaume de Verthamont, cité ci-dessus, et mesure 195 cm de haut pour 93 cm de large. Elle est en partie effacée sous l'effet de l'usure. Au troisième quart du XIXe siècle, le baron Ferdinand de Guilhermy est parvenu à déchiffrer une partie de l'inscription gravée sur la bordure, à savoir l'énumération des titres du défunt, la date de sa mort, et la formule de conclusion : « Priez Diev pvr Lvi et vovs sovvienne de la condition de notre vie ». Le décor comporte une arcade soutenue par des pilastres doriques, et surmontée par un entablement et fronton triangulaire, où figuraient des armoiries. Deux cassolettes fumantes sont gravées sur l'entablement. Au milieu, est représenté le seigneur assassiné en pied, les mains jointes pour la prière, les cheveux bouclés, l'épée attachée à un ceinturon, et vêtu d'une veste, d'une collerette, d'un petit manteau, et de culottes bouffantes arrêtées au genou par des rubans[9].
- Les deux groupes de trois stalles à l'entrée du chœur se trouvaient déjà en l'église de Villaines avant la Révolution[4], et se signalent par des parcloses décorées de volutes dans le goût baroques, ainsi que de feuillages. Les miséricordes sont frustes.
- La porte de la sacristie comporte quatre panneaux à fenestrage, dont les deux panneaux supérieurs sont décorés de plies de serviettes. Cette porte devrait remonter au XVIIe siècle.
- L'unique statue ancienne de l'église est en bois, et représente saint Jacques le Majeur en costume de pèlerin, avec le bâton de pèlerin dans sa main droite, et un livre pressé contre son corps par sa main gauche. La main droite est rapportée et a été montée à l'envers. L'on note le visage avenant, et son expression à la fois décidée et sereine, marchant devant lui dans la confiance.

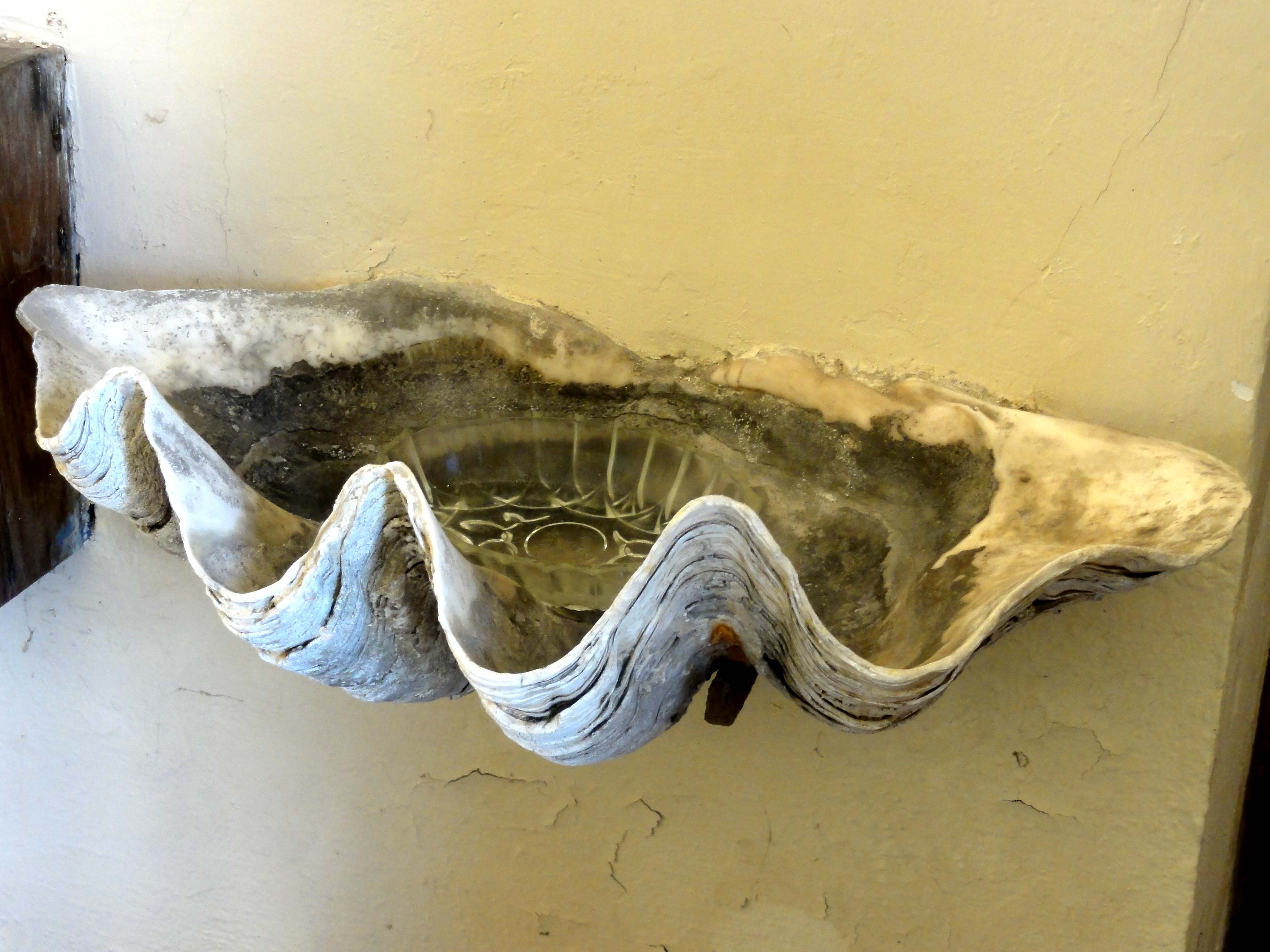
Bénitier.
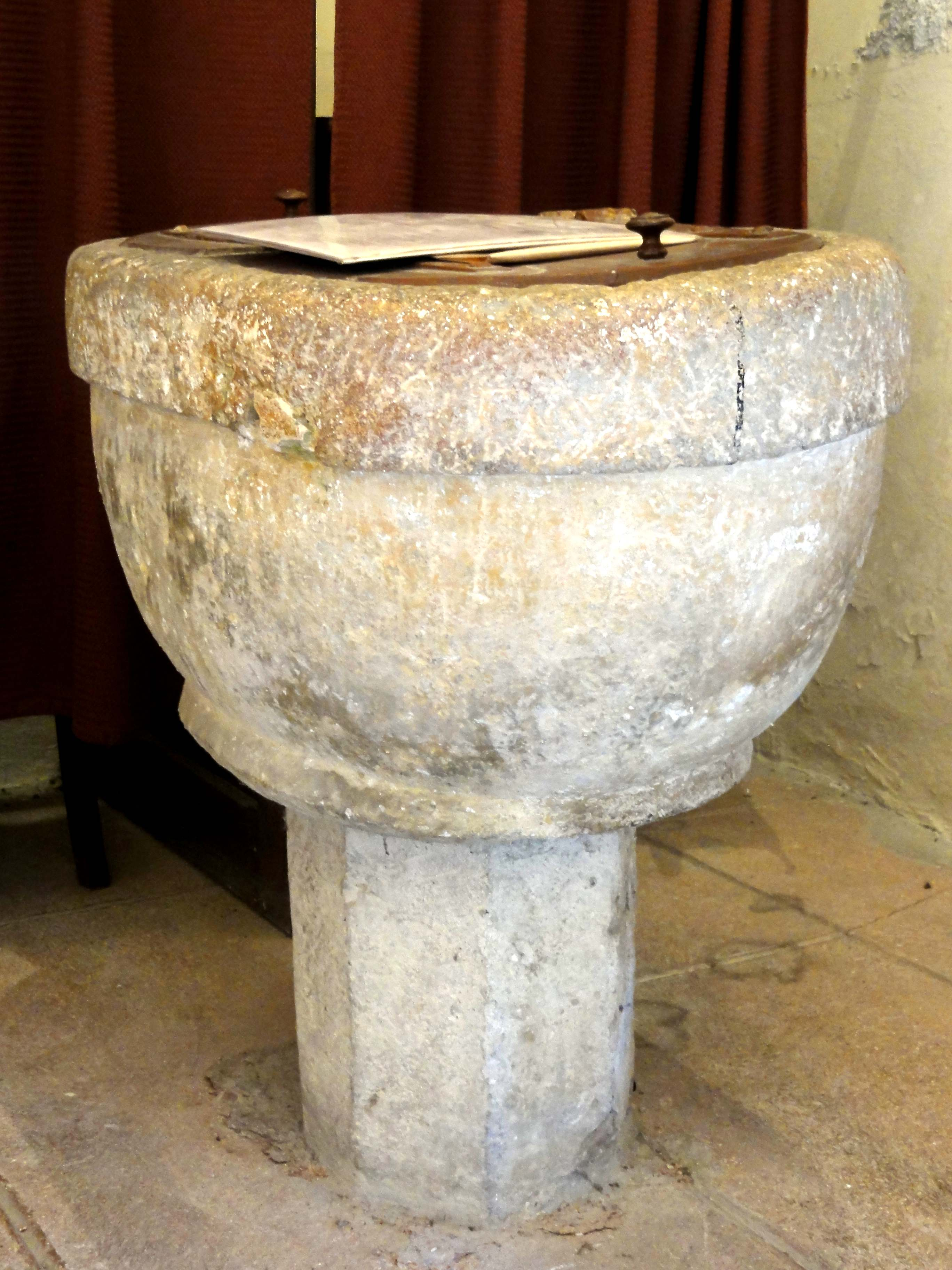
Fonts baptismaux.
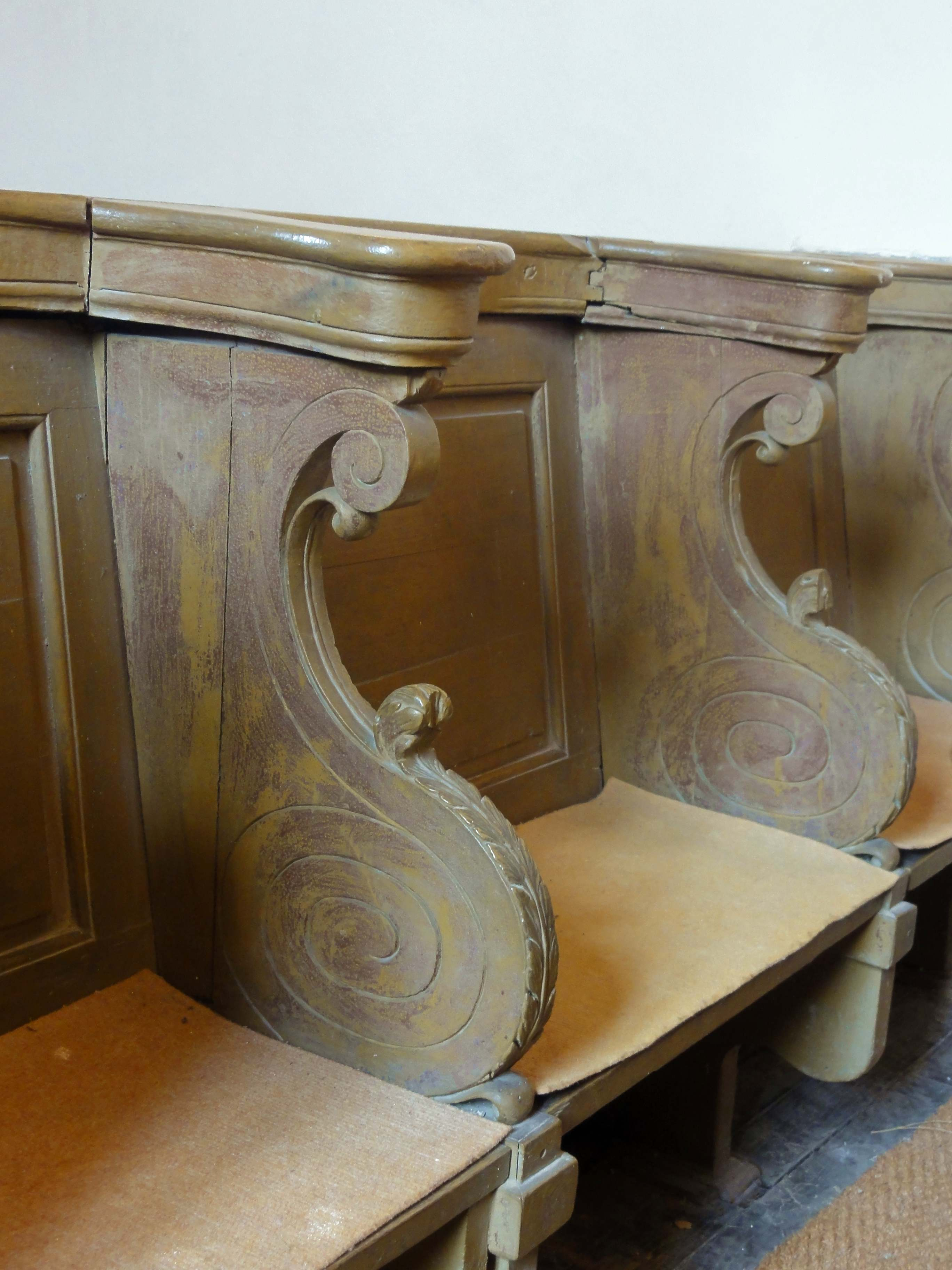
Stalles du chœur.
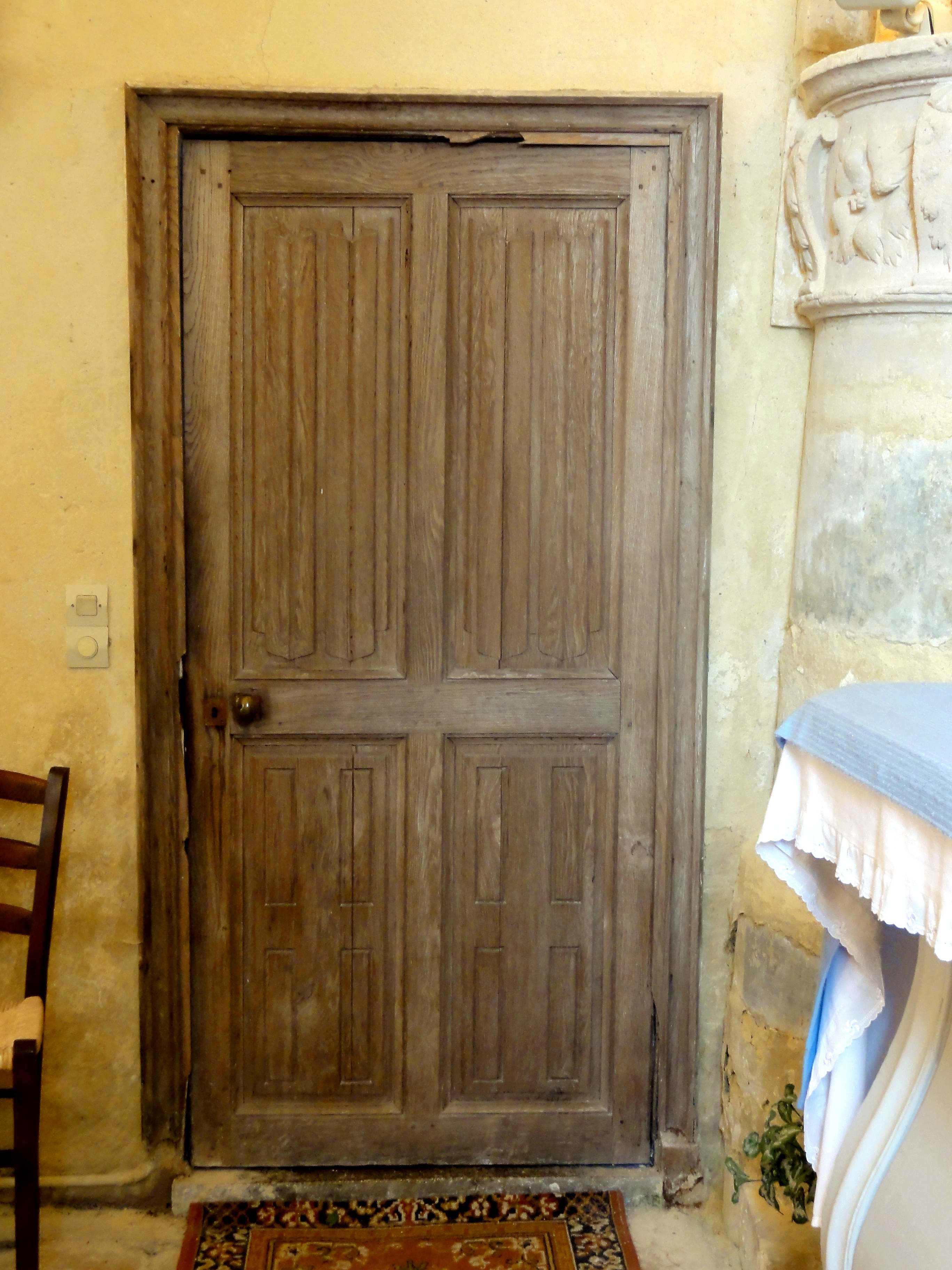
Porte de la sacristie.
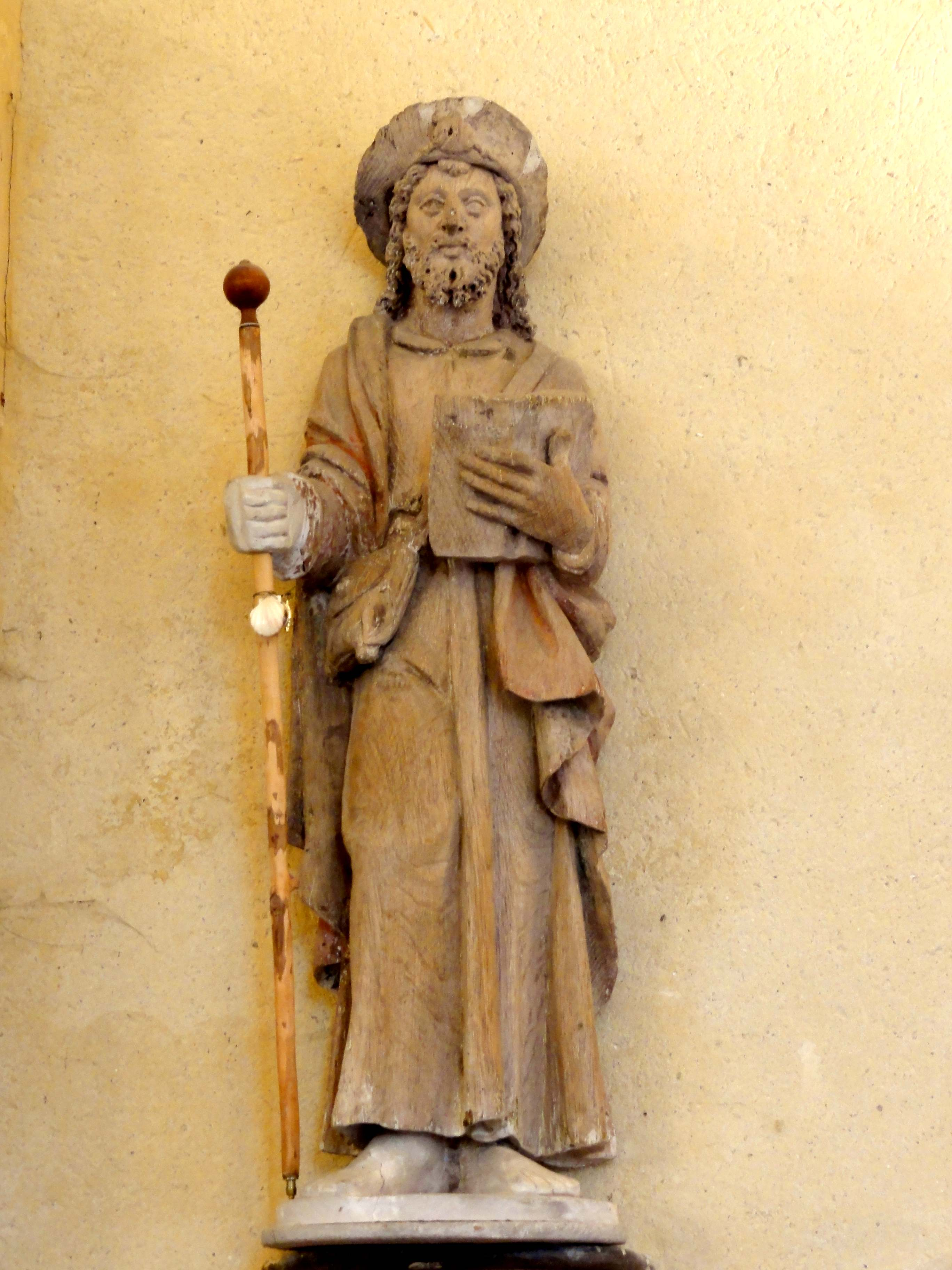
Saint Jacques le Majeur.